# SS Imperatrix
Az SS Imperatrix az Osztrák–Magyar Monarchia egyik legnagyobb óceánjáró hajója volt, amely az Osztrák Lloyd kötelékében működött.

## Története
Az Imperatrix 1888-ban készült el, az Osztrák Lloyd saját, trieszti hajógyárában, a Lloyd Austriaco-ban. Ez volt a cég két legnagyobb óceánjáró hajója közül az egyik, több mint 4000 tonnás vízkiszorítással.
Az Imperatrix egy acélból készült, modern hajó volt, amelyet arra terveztek, hogy nagy sebességgel közlekedjen Trieszt és az indiai Bombay között, a Szuezi-csatornán keresztül. 
A hajó utolsó útján is ezen az út vonalon közlekedett, amikor is Elafonissi szigeténél az Adria felé tartva egy súlyos viharban zátonyra futott. Az Imperatrix nem volt képes elhagyni a zátonyt és a süllyedést is megkezdte, azonban a Ghezzo kapitány megtagadta az evakuálást, inkább vészjelzést adtak le. A vészjelzést a Kréta szigeténél állomásozó, nemzetközi hadihajók megkapták és azonnal elindultak az Imperatrix felé. Ezzel egy időben a szintén az Osztrák Lloyd kötelékébe tartozó SS Castore is irányt váltott.
Bár a kapitány nem engedélyezett evakuálást, egy 40 fős csapat mégis elhagyta a hajót egy mentőcsónak fedélzetén, azonban a viharos tenger hamar elnyelte a csónakot és a fedélzetén menekülőket. Miután a mentő hajók megérkeztek, az Imperatrixon maradt mintegy 100 embert sikeresen kimentették a következő nap folyamán. Nem sokkal később a hajó az oldalára fordult és a tenger mélyére süllyedt.
Ami a hajóból megmaradt 100 év után, az 15 méteres mélységben fekszik a tengerben.